# Charles Bonnier
Charles Bonnier (* 7. Juni 1863 in Templeuve, Département Nord; † 31. Dezember 1926 in Cannes) war ein französischer sozialistischer Intellektueller und Romanist, der in England als Hochschullehrer wirkte.

## Leben und Werk
Bonnier absolvierte die École des Chartes, scheiterte mit seiner 1887 von Paul Meyer zurückgewiesenen Abschlussarbeit und ging durch Vermittlung von Gaston Paris an die Universität Halle. Dort promovierte er bei Hermann Suchier mit der Arbeit Über die französischen Eigennamen in alter und neuer Zeit (Halle 1888). Da die preußische Regierung dem engagierten Sozialisten eine Anstellung als Lektor verweigerte, ging er nach England (wo er mit Friedrich Engels in Kontakt kam) und lehrte von 1990 bis 1900 außerplanmäßig in Oxford und von 1900 bis 1913 an der Universität Liverpool, zuerst als Lecturer, ab 1905 auf dem neu gestifteten Lehrstuhl ‚James Barrow Chair of French‘. Er kehrte in seine nordfranzösische Heimat zurück, litt aber unter der vierjährigen deutschen Kriegsbesatzung und lebte bis zu seinem Tod zurückgezogen. Zu seinen Freunden gehörte Joseph Bédier. Seine älteren Brüder waren Louis (1856–1946), Jules (1859–1908) und Pierre (1861–1918).

## Weitere Werke

### Romanistik
- Etude critique des chartes de Douai de 1203 à 1275. In: Zeitschrift für romanische Philologie, 13, 1889, S. 431–462
- Lettres de soldat. Etude sur le mélange entre le patois et le français. Halle 1891
- (Bearbeiter) Emil Otto: French conversation-grammar. 11. Auflage, London 1895 (Method Gaspey-Otto-Sauer)
- Le Français parlé et écrit aujourd’hui en Angleterre. In: Zeitschrift für französische Sprache und Literatur, 21, 1899
- La lignée des poètes français au XIXe siècle. Oxford 1902
- Expressions d’obscurité. Liverpool 1908

### Heimatkunde
- Templeuve en Pévèle. Histoire d’un village. Liverpool 1907, Cambrai 2002
- Le Pays de Pévèle. Liverpool 1911
- Anonym (mit Maître Dorchies, Doyen Fontaine): L’occupation de Templeuve par les Allemands et ses suites racontée par trois témoins, 1914 à 1918. Liverpool 1921

### Verschiedenes
- (mit Pierre Elzéar Bonnier) Parsifal. (Documents de critique expérimentale), Paris 1887 (Wagnerkritik)
- La Question de la femme. Paris 1897
- Milieux d’art. Essays in literary criticism. Liverpool 1906, 1925
- L’être spécial. Liverpool 1909
- Monographie du mensonge. Essai sur la casuistique. Liverpool 1913